# 臺中市立外埔國民中學
臺中市立外埔國民中學，簡稱外埔國中，是臺灣臺中市外埔區唯一的國民中學。

## 校史
- 1968年奉准設校，由吳紹宗校長兼籌備主任。四月底第一期校舍工程（北棟）破土（含普通教室八件、工藝社教室一間、廁所三間）。同年八月一日正式成立，定名（台中縣立外埔國民中學）。方克東先生為首校長、招收第一屆學生七班，於九月九日與全國各國中同時舉行開學典禮。1969年完成第二期校舍工程(（北棟普通教室八間）。招收第二屆學生七班。

- 2022年2月26日，歷經921大地震後，經安全評估發現耐震力不足，存在安全疑慮，因此拆除重建的新校舍落成啟用。[1]

## 歷任校長[2]
1. 方克東：1968年8月－1969年7月
2. 楊鑑清：1969年8月－1975年9月
3. 徐沛龍：1975年10月－1984年8月
4. 謝瀋鴻：1984年9月－1990年2月
5. 陳清安：1990年3月－1993年8月
6. 洪英度：1993年9月－1996年8月
7. 黃春松：1996年9月－2004年7月
8. 方蜀陪：2004年8月－2010年1月
9. 曾祿喜：2010年2月－2016年7月
10. 李文題：2016年8月－2019年7月
11. 林誠迪：2019年8月－現任

## 外部連結
- 台中市立外埔國民中學 （页面存档备份，存于）